# Michael Stewart
Robert Michael Maitland Stewart (Bromley, 6 de noviembre de 1906-Londres, 13 de marzo de 1990) fue un político británico, que se desempeñó como Secretario de Estado para Relaciones Exteriores y de la Mancomunidad de Naciones en el primer gabinete de Harold Wilson.

## Biografía

### Primeros años
Hijo de Robert Wallace Stewart, autor y conferenciante, y Eva Stewart née Blaxley, Stewart nació en Bromley (Londres) y estudió en Brownhill Road Elementary School, Catford, Christ's Hospital y St. John's College, Oxford, donde se graduó en filosofía, política y economía en 1929.
El 26 de julio de 1941 se casó con Mary Birkinshaw, quien fue miembro de la Cámara de los Lores. La pareja no tuvo hijos.

### Carrera política

#### Miembro del Gabinete
Cuando Harold Wilson se convirtió en Primer Ministro en 1964, Stewart fue nombrado Secretario de Estado de Educación y Ciencia. Fue nombrado Secretario de Estado de Relaciones Exteriores en enero de 1965. Se convirtió en Secretario de Estado de Asuntos Económicos en 1966. De 1966 a 1968, fue Primer Secretario de Estado. Regresó al Foreign Office entre 1968 y 1970. Como secretario de relaciones exteriores, jugó un papel decisivo en el envío de armas al gobierno de Nigeria para apoyar la destrucción del movimiento secesionista en Biafra.

#### Cuestión Malvinas
Tras la sanción de la resolución 2065 de la Asamblea General de las Naciones Unidas de 1965, en la cual se reconocía la disputa entre Argentina y Reino Unido sobre la disputa de soberanía de las islas Malvinas, se dieron inicio a las negociaciones para la transferencia de soberanía de las islas.
En ese marco, el 20 de septiembre de 1965, la Cancillería Argentina envió una nota al Gobierno del Reino Unido invitándolo a iniciar negociaciones bilaterales sobre la Cuestión Malvinas. El 4 de noviembre el gobierno británico respondió afirmativamente a la nota argentina, aunque restringió el alcance de las negociaciones al considerar al tema de soberanía fuera de discusión.
El 11 de enero de 1966 Stewart llegó a Buenos Aires, siendo la primera visita de un secretario de estado de relaciones exteriores británico a territorio argentino. Durante su estadía de tres días en Buenos Aires se reunió con el canciller argentino Miguel Zavala Ortiz y otros funcionarios argentinos y trataron la cuestión de la disputa de soberanía de las islas Malvinas. Era la primera vez, desde el inicio de las protestas argentinas en 1833, que el gobierno británico dialogaba oficialmente sobre el tema.

Los dos Ministros han coincidido en proseguir sin demora las negociaciones [...] por la vía diplomática o por aquellos otros 
medios que puedan acordarse a fín de encontrar una solución pacífica al problema e impedir que la cuestión llegue a afectar las excelentes relaciones que vinculan a la Argentina y al Reino Unido. Ambos Ministros acordaron transmitir esta decisión al Secretario General de las Naciones Unidas.

### Años posteriores
Fue nombrado miembro del consejo privado en 1964. En 1969 recibió la orden de los Compañeros de Honor. Se retiró de la Cámara de los Comunes en 1979, siendo elevado a la Cámara de los Lores con el título de Barón Stewart de Fulham el 5 de julio de 1979.

## Obras
- The Forty Hour Week (Fabian Society), (1936)
- Bias and Education for Democracy (1937)
- The British Approach to Politics (1938)
- Policy and weapons in the nuclear age (1955)
- Modern Forms of Government (1959)
- An incomes policy for Labour (1963)
- Fabian Freeway Rose L. Martin (1966)
- Labour and the economy : a socialist strategy (1972)
- Life and Labour (1980) – his autobiography
- European Security: the case against unilateral nuclear disarmament (1981)